# بيتر جوزيف جانيتا
بيتر جوزيف جانيتا (بالإنجليزية: Peter Joseph Jannetta) من مواليد 5 أبريل 1932 وهو جراح أعصاب أمريكي المعروف بتخفيف ضغط الأوعية الدموية الدقيقة، وهو إجراء جراحي لعلاج الألم العصبي ثلاثي التوائم في جامعة بيتسبرغ مدرسة الطب.

## حياته
ولد في فيلادلفيا، وتخرج من جامعة بنسيلفانيا مع شهادة البكالوريوس. وظل في جامعة بنسلفانيا للتدريب كجراح عام، ثم أكمل الزمالة الوطنية للمعاهد الصحية في الفزيولوجيا العصبية كجراح أعصاب في مدرسة الطب في جامعة ديفيد غيفين (كاليفورنيا).
خلال إقامته في جامعة كاليفورنيا، كان جانيتا يقوم بتشريح مجموعة من الأعصاب القحفية في المختبرعندما لاحظ أن الأوعية الدموية ضُغطت بشكل غير متوقع على أحد الأعصاب. وكان يظن بأن هذا الضغط غير طبيعي من العصب وهذه الظاهرة معروفة باسم الألم العصبي ثلاثي التوائم. ابتكر إجراء إزالة الأوعية الدموية الدقيقة لعلاج المرضى الذين يعانون من هذه الحالة. بالإضافة إلى مساعدة مرضى الذين يعانون من الألم العصبي ثلاثي التوائم.
كان عضوا في هيئة التدريس ورئيس قسم في جامعة ولاية لويزيانا في نيوأورلينز قبل انتقاله إلى دور مماثل مع جامعة بيتسبرغ في عام 1971. وفي عام 1995، أمضى سنة في منصب وزير الصحة لكومنولث بنسلفانيا. مارس جانيتا في مستشفى أليغيني لبضع سنوات قبل تقاعده.
حصل جانيتا على جائزة الجزائر في عام 1990. وكرمه معهد كارولنسكا بجائزة هربرت أوليفكرونا في عام 1983. تزوج مرتين، أولا لأستاذة التاريخ آن بومان جانيتا، ثم إلى الناقدة الفنية ديانا روز جانيتا.

## للمزيد من القراءة
- Shelton، Mark L. (1989). Working in a Very Small Place: The Making of a Neurosurgeon. دار دبيلو دبليو نورتون وشركاؤه  [لغات أخرى]‏. ISBN:978-0-393-02681-8.{{استشهاد بكتاب}}:  صيانة الاستشهاد: علامات ترقيم زائدة (link)